# Terra Alta (Pará)
Terra Alta – miasto i gmina w Brazylii, w stanie Pará. Znajduje się w mezoregionie Nordeste Paraense i mikroregionie Salgado.